# بنجامین دین وایت

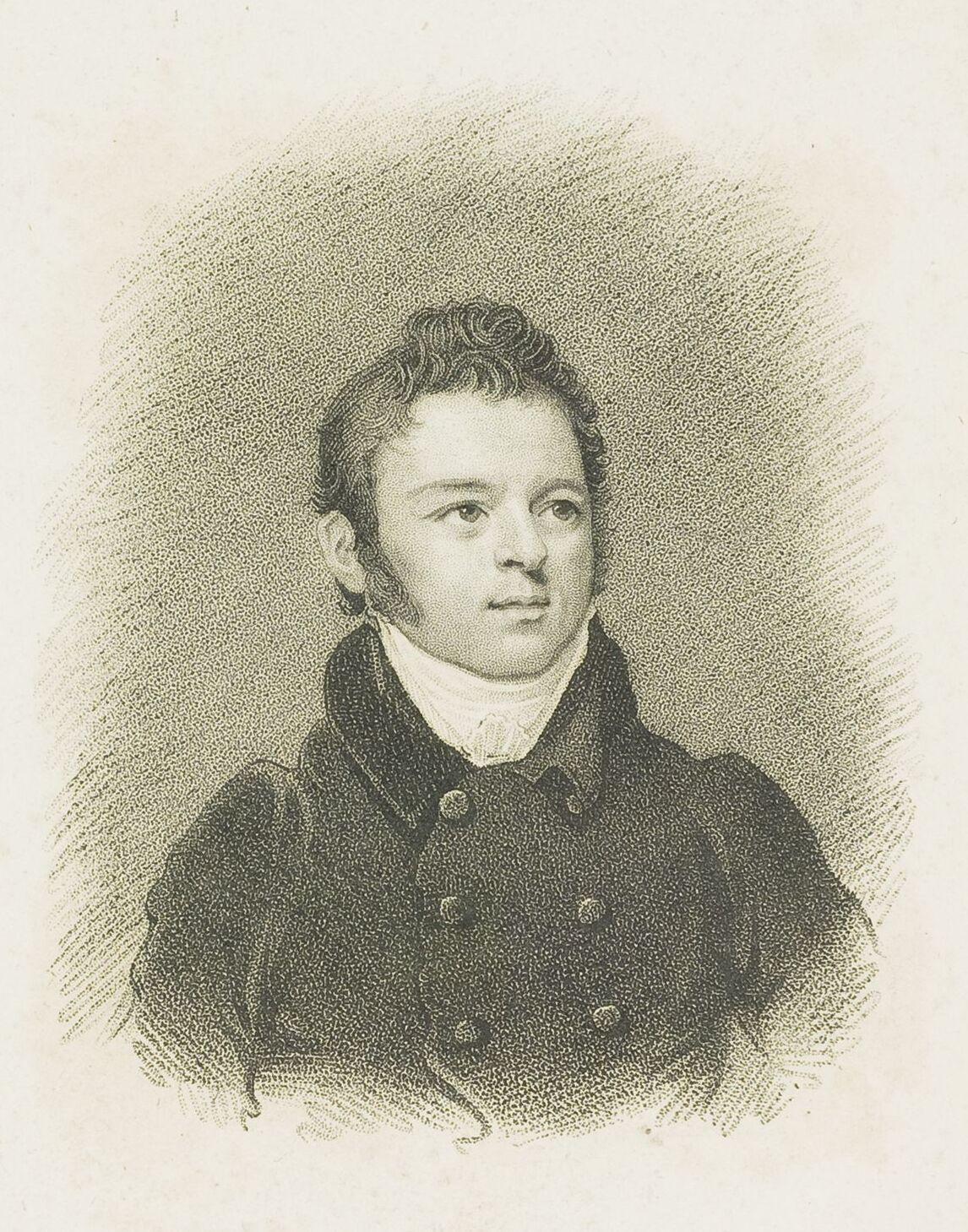
بنیامین دین وایات ، حکاکی توسط تی بلاد، پس از ساموئل دروموند. مورخ سال ۱۸۱۲. مجموعه ای از گالری ملی پرتره لندن

بنیامین دین وایات (۱۸۵۲-۱۷۷۵) معمار انگلیسی.

## زندگی‌نامه
او فرزند و شاگرد معمار جیمز وایت و برادر متی Cotes وایات بود. قبل از اینکه معمارشود، در سال ۱۸۰۹ به خدمات مدنی مربوط به کمپانی هند شرقی پیوست و به کار در دفتر لرد ولزلی در کلکته پرداخت . پس از آن در دوبلین ر به عنوان منشی خصوصی Wellesley برادر آرتور استخدام شد و بعدها دوک ولینگتون شد.
در سال ۱۸۱۱ وایات برنده رقابت برای بازسازی تئاتر سلطنتی، Drury Lane شد که در آتش‌سوزی ای در سال ۱۸۰۹ از بین رفته بود. ساخت و ساز این تأتر در اکتبر ۱۸۱۱ آغاز و یک سال بعد افتتاح شد . وایات طراحی سالن را تا حدی بر اساس تئاتر بوردو قرار دارد که به داشتن بهترین آکوستیک در اروپا معروف بود. در ۱۸۱۳ کتاب مشاهداتی در طراحی تئاتر سلطنتی دروری لین را منتشر کرد.
او پس از فوت پدرش سرپرست Surveyor of the Fabric of Westminster Abbey ازسال ۱۸۱۳ به تا سال ۱۸۲۷ بود.